# Zellbezug
Ein Zellbezug beschreibt die Zuordnung von Formelvariablen zu konkreten Werten in den entsprechenden Eingabefeldern (Zellen) in Tabellenkalkulationen.
In Tabellenkalkulationen wie Microsoft Excel oder Calc von OpenOffice.org werden zur Durchführung von Berechnungen Formeln in Zellen eingegeben. Diese Formeln werden automatisch ausgerechnet und das Ergebnis in der Zelle angezeigt. Bei jeder Änderung der Daten erfolgt eine automatische Aktualisierung.
Dazu sind die Zellbezüge notwendig: Man verwendet als Operand nicht die eigentlichen Werte, die als Eingaben bereits in anderen Zellen eingetragen wurden, sondern einen Bezug auf die jeweilige Zelle oder den Zellbereich.
Beispiele:
- Die Formel =B2-B3 berechnet die Differenz der Werte, die in der Zelle B2 und B3 stehen.
- Die Formel =SUMME(B2:D2) addiert alle Zahlen von B2 bis D2.

Hierbei handelt es sich um relative Bezüge. Das bedeutet, dass die Bezüge z. B. beim Kopieren der Formel entsprechend angepasst wird. Steht die Formel =B2-B3 z. B. in B4, also
B4=B2-B3 und wird diese Formel in die Zelle C4 kopiert, so ergibt sich dort die analoge Berechnung, nämlich die Differenz der Inhalte der beiden darüber liegenden Zellen, nämlich C4=C2-C3. Genauso ergibt E2=SUMME(B2:D2) kopiert ins Feld E3 die Formel E3=SUMME(B3:D3).
Dieser Effekt von relativen Bezügen ist häufig gewünscht. Gelegentlich aber soll auch in der kopierten Formel derselbe Bezug verwendet werden wie in der ursprünglichen. Dann benötigt man einen absoluten Bezug.
Die Formel B5=B4*$B$1 ergibt, wenn sie nach C5 kopiert wird z. B. C5=C4*$B$1. Der relative Bezug (hier B4) wird also angepasst, der absolute Bezug (hier $B$1) bleibt immer gleich, egal wohin die Formel kopiert wird.
Wenn der Inhalt eines Bezuges unabhängig vom Löschen oder Verschieben der Zellen darüber bzw. daneben immer verwendet werden soll, so bietet sich z. B. bei Excel die Funktion =Indirekt("A1") an.